# Ligne de tramway Mons - Frameries
La ligne Mons - Frameries est une ancienne ligne de tramway du Groupe de Mons-Borinage de la Société nationale des chemins de fer vicinaux (SNCV) qui a fonctionné entre le 31 mars 1912 et 1920.

## Histoire
La ligne est mise en service le 31 mars 1912 entre l'avenue de Bertaimont à Mons et Frameries (nouvelle section, capital 127),. Le service est probablement dès son ouverture par quatre des huit motrices type 9407 du système Pieper.
Elle est électrifiée le 9 juillet 1914 puis le 3 décembre 1915 elle est prolongée toujours en traction électrique par une nouvelle section jusqu'à la Grand-Place (capital 127). Quelques années plus tard au cours de la Première Guerre mondiale en 1917, les voies sont endommagées et partiellement démontées entrainant l'interruption du service. Le service est rétabli en 1919 puis l'année suivante la ligne est fusionnée avec la ligne 407/1,.

### Monographies
- R Dieudonné, Groupe du Hainaut : Le réseau de Mons - Borinage, Bruxelles, AMUTRA, 227 p.